# Хазретовський сільський округ
Хазре́товський сільський округ (каз. Қазірет ауылдық округі, рос. Хазретовский сельский округ) — адміністративна одиниця у складі Мартуцького району Актюбінської області Казахстану. Адміністративний центр — село Хазретовка.
Населення — 440 осіб (2021; 758 у 2009, 979 у 1999, 1022 у 1989).
Станом на 1989 рік існувала Березовська сільська рада (села Березовка, Хозретовка) Актюбінського району. Село Новопокровка було ліквідовано 2008 року, село Кія — 2012 року.

## Склад
До складу округу входять такі населені пункти:
| Населений пункт    | Колишні назви | Населення, осіб (1989) | Населення, осіб (1999) | Населення, осіб (2009) | Населення, осіб (2021) |
| ------------------ | ------------- | ---------------------- | ---------------------- | ---------------------- | ---------------------- |
| Жездібай, село     | Березовка     | 234                    | 151                    | 73                     | 33                     |
| --Кія, село        | -             | -                      | 19                     | 14                     | -                      |
| Новопокровка, село | -             | -                      | 12                     | -                      | -                      |
| Хазретовка, село   | Хозретовка    | 788                    | 809                    | 671                    | 407                    |